# ジムグリ属
ジムグリ属（ジムグリぞく、Euprepiophis）は、爬虫綱有鱗目ナミヘビ科に分類される属。模式種はジムグリ。別名ジムグリナメラ属。無毒。

## 形態
頸部のくびれが少ない。吻部はまるみをおび、上顎は下顎の上に被さる。二枚の肛板を持つ。

## 分類
かつてはナメラ属に含まれていたが、2002年の研究により、そのシノニムとされていたEuprepiophis 属が再び有効な属とされた。本属は"ラットスネーク"と総称されるヘビの中で基底的な位置にあると考えられる。
以下の分類・英名はReptile Database(2025)に、和名は中井(2021)に従う。
- Euprepiophis conspicillata[注釈 1] ジムグリ Japanese woodsnake
- Euprepiophis mandarinus タカサゴナメラ Mandarin ratsnake
- Euprepiophis perlaceus シンジュナメラ Szechwan rat snake